# Ministerio de Asuntos de Detenidos y Exdetenidos
El Ministerio de Asuntos de Detenidos y Exdetenidos es una agencia gubernamental responsable del bienestar y bienestar de los prisioneros palestinos en cárceles israelíes y sus familias. Fue creada en 1998 como parte de la Autoridad Palestina en virtud de los Acuerdos de Oslo.
El ministerio trabaja para brindar apoyo legal, social y financiero a los prisioneros palestinos y sus familias. Esto incluye visitar a los presos, brindar asistencia financiera a las familias de los presos y defender los derechos de los presos y sus familias en foros internacionales.
El ministerio también trabaja para documentar casos de tortura, abuso y otras violaciones de derechos humanos cometidas contra prisioneros palestinos por las autoridades israelíes. Su objetivo es crear conciencia sobre la cuestión de los prisioneros palestinos y responsabilizar a Israel por sus violaciones del derecho internacional.